# 神戸市立丸山ひばり小学校
神戸市立丸山ひばり小学校（こうべしりつ まるやまひばりしょうがっこう）は、兵庫県神戸市長田区西丸山町3丁目に所在する公立小学校。

## 概要
小規模化が進んでいた丸山小学校と雲雀丘小学校を統合し、2016年（平成28年）4月に丸山ひばり小学校を開校した。校舎は、2013年（平成25年）に建て替えられた丸山小学校の校舎を利用。児童数355人、14学級（平成28年5月1日現在）。

## 沿革
- 2016年（平成28年）
  - 3月1日 - 丸山小学校の閉校式。
  - 3月4日 - 雲雀丘小学校の閉校式。
  - 4月1日 - 神戸市立丸山小学校と神戸市立雲雀丘小学校を統合して開校[1]。
  - 4月x日 - 開校式・着任式・始業式と第1回入学式挙行。
  - 10月1日 - 第1回運動会を開校記念運動会として開催。
  - 11月19日 - 第1回音楽会を開校記念音楽会として開催。
  - 12月2日 - 開校記念式典挙行。校章と校歌が披露された。
- 2017年（平成29年）3月 - 第1回卒業式と修了式挙行。

## 学校行事
| - 4月 - 5月 - 6月 - 7月 | - 8月 - 9月 - 10月 - 11月 | - 12月 - 1月 - 2月 - 3月 |

## 通学区域
校区は以下の通り。
- 長田区
  - 一里山町、鴬町1～4丁目、大日丘町1～3丁目、萩乃町1～3丁目、雲雀ケ丘1～3丁目、檜川町1～3丁目、源平町、高東町1～3丁目、鹿松町1～3丁目、長者町、西丸山町1～3丁目、花山町1～2丁目、東丸山町、丸山町1～4丁目、長田天神町7丁目、堀切町(19番1～4号・20番を除く)、明泉寺町3丁目(7番5～17号・8・9番)
- 兵庫区 - 里山町
- 須磨区 - 妙法寺(高取山、アチラムキ、やぶなか、やぶなか下、やぶなかノ上、やぶなかノ中、やぶなかノ下、風早、池ノ尻)

## 校区内の主な施設
- 神戸市立雲雀丘中学校（進学先中学校）
- コープ丸山

## 交通
- 神戸電鉄有馬線 丸山駅より800m
- 神戸市バス 4・40系統「花山町1丁目」より

## 通学区域が隣接している学校
- 神戸市立神戸祇園小学校
- 神戸市立夢野の丘小学校
- 神戸市立名倉小学校
- 神戸市立長田小学校
- 神戸市立五位の池小学校
- 神戸市立妙法寺小学校
- 神戸市立ひよどり台小学校
- 神戸市立谷上小学校[3]